# ДОС-2
ДОС-2 была космической станцией, запущенной в рамках программы «Салют», которая была потеряна в результате неудачного запуска 29 июля 1972 года, когда отказ второй ступени ракеты-носителя «Протон-К» не позволил станции выйти на орбиту. Вместо этого он упал в Тихий океан. Станция, которой было бы присвоено обозначение «Салют−2», если бы она достигла орбиты, была конструктивно идентична «Салюту-1», поскольку она была собрана в качестве резервного блока для этой станции. Для экипажа станции были сформированы четыре команды космонавтов, из которых должны были полететь двое:
- Алексей Леонов и Валерий Кубасов
- Василий Лазарев и Олег Макаров
- Алексей Губарев и Георгий Гречко
- Пётр Климук и Виталий Севастьянов

Планируемая орбитальная конфигурация ДОС-2

В то время как «Салют-1» пытались посетить два экипажа из трёх человек («Союз 10» и «Союз 11»), после модификаций космического корабля «Союз 7КТ-ОК» (в результате чего появилась новая модель «Союз 7К-Т») после гибели экипажа «Союза 11» космический корабль мог перевозить только двух космонавтов, таким образом, у ДОС-2 было бы два экипажа по два человека. После потери станции экипажи были переведены на программу ДОС-3.